# جيم والتون

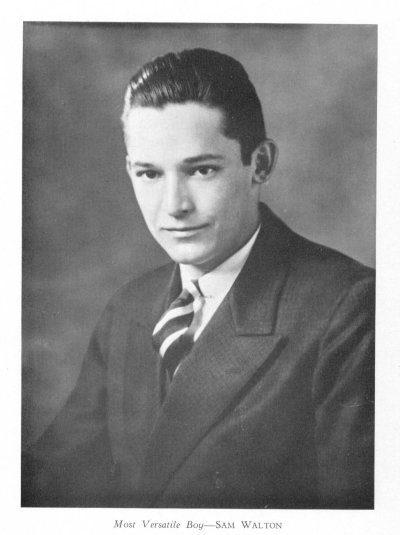
سام والتون، والد جيم والتون

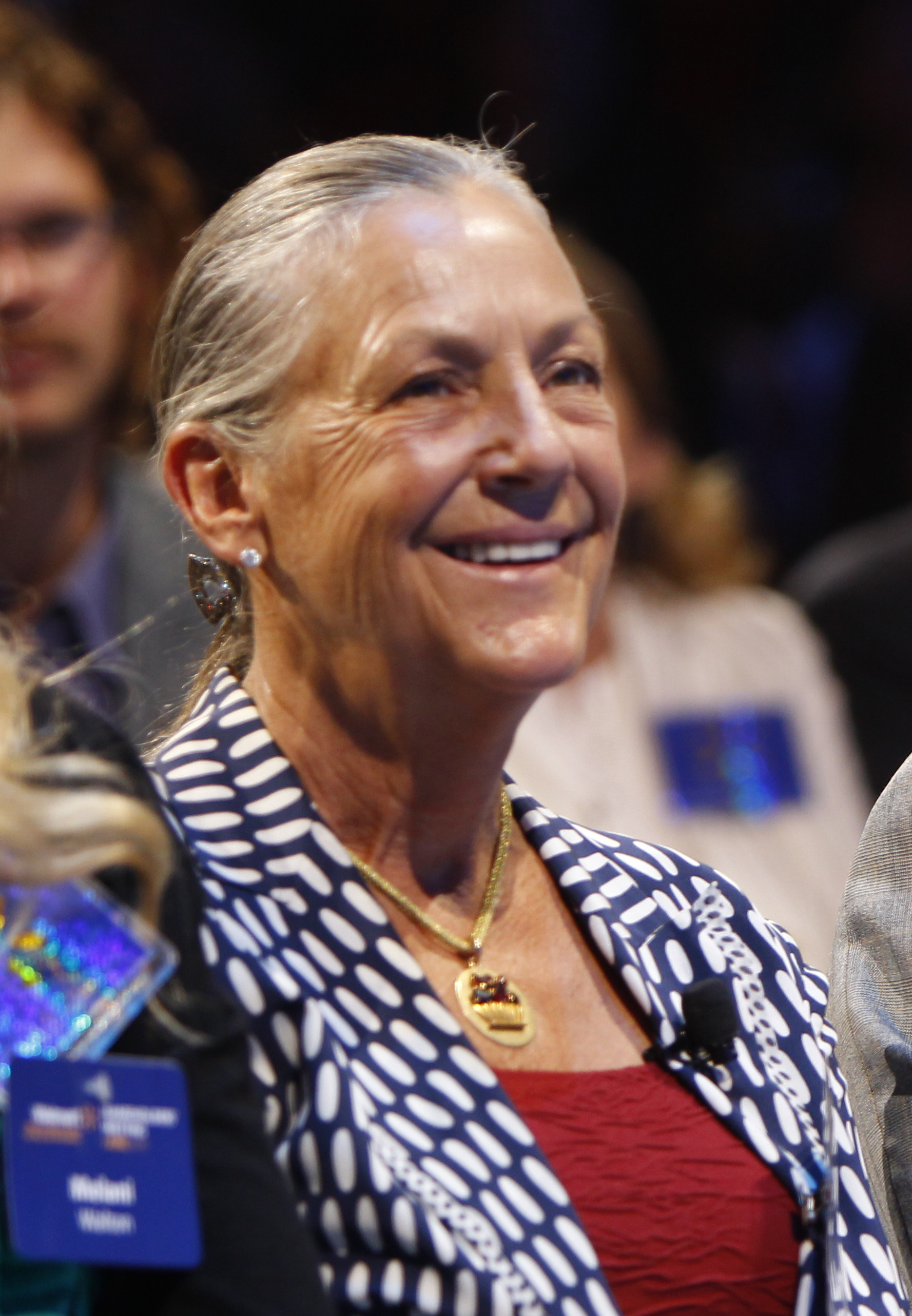
أليس والتون

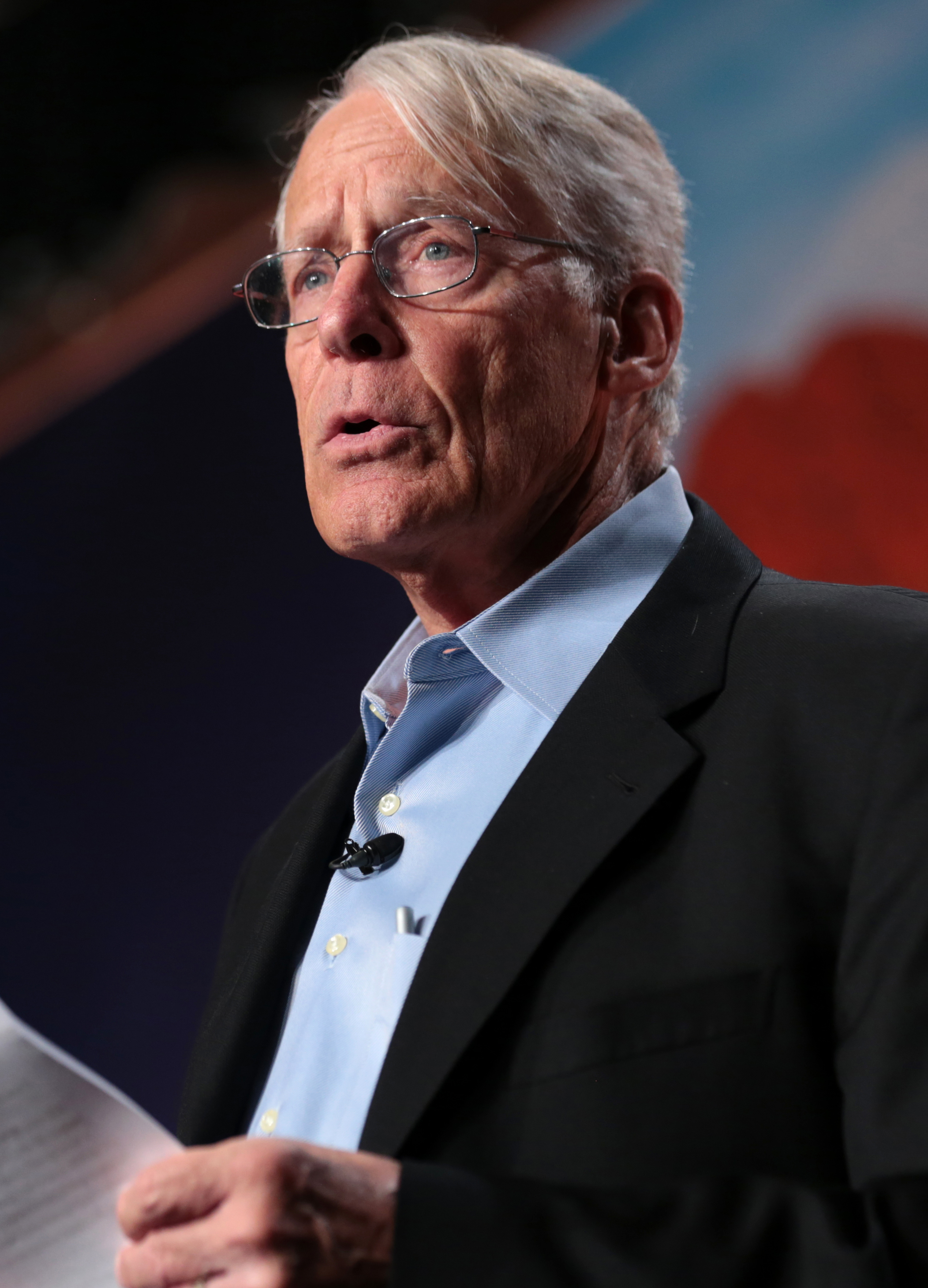
صموئيل روبسون والتون

جيمس كار والتون (بالإنجليزية: Jim Walton)‏ (ولد في 7 يونيو 1948، نيوبورت، أركنساس، الولايات المتحدة) هو الابن الأصغر لسام والتون، مؤسس أكبر محل للبيع بالتجزئة في العالم، أسواق وول مارت.
صنفتة مجلة فوربس في المركز العاشر بثروة قدرها 34.7 مليار دولار، وفي المركز الخامس عشر (#15) بصافي ثروة وصلت إلى 33.6 مليار دولار في قائمتها لعام 2016 لأثرى مليارديرات العالم. بينما حل في المركز الثامن(8) بصافي ثروة وصلت إلى 6.54 مليار دولار في قائمتها لعام 2020، المنشورة في شهر مارس لأثرى مليارديرات العالم.

## السيرة الذاتية

### النشأة والعائلة
ولد جيم والتون قي نيوبورت، مقاطعة جاكسون، أركنساس، الابن الثالث للمؤسس المساعد لأسواق وول مارت العالمية سام والتون (1918–1992) وزوجته هيلين والتون (1919–2007)، رزق الثنائي بأربعة أطفال صموئيل روبسون والتون، أليس والتون وجون والتون (توفي في عام 2005).
بعد التخرج من مدرسة بنتونفيل الثانوية العليا بأركنساس في عام 1965 حيث كان رئيس اتحاد الفصل. إمتلك جيم العديد من الهوايات أهمها كرة القدم، فلعب كرة القدم في جميع دوريات الولاية، كما تعلم قيادة الطائرات. حصل والتون على درجة البكالوريوس في إدارة الأعمال والتسويق من جامعة أركنساس في فايتفيل، أركنساس في عام 1971، حيث كان عضوا في أخوية لامبادا تشي ألفا.
في عام 1972، إنضم والتون الأصغر إلى طاقم عمل وول مارت، مسئولا عن السمسرة والتعاملات العقارية. بعد العمل لما يقرب من أربع سنوات، إتجه جيم إلى العمل العائلي وعمل في كرئيس لمشاريع والتون في عام 1975.

### الحياة العملية
في 28 سبتمبر 2005، حل والتون مكان شقيقة المتوفى، جون، في مجلس إدارة شركة وال مارت. يعمل حاليا في قسم التخطيط والإدارة بالشركة، غير عملة كرئيس تنفيذي لبنك عائلته أرفيست، ورئيس مجلس إدارة جريدة ناشرو المجتمع (CPI) التي يملكها جيم والتون نفسه والتي أسسها والده سام والتون بعد شرائه الجريدة المحلية، جريدة بينتون دايلي ريكورد. الجريدتان تغطيان أركنساس، ميسوري وأوكلاهوما. تبرع جيم بما يقرب من ملياري دولار لأعمال عائلته بالتزامن مع أخوته في الفترة ما بين عامي 2008 و2013.
في 15 أكتوبر 2015، صرح محامي باتون روج في عاصمة باتون روج، لويزيانا، قائلا أن مبادرة المعايير الحكومية للأساس المشترك لويزيانا خصصت ما يقرب من 818,000 دولار للمرشحين الذين يعملون في مجلس ولاية لويزيانا للتعليم الابتدائي والثانوي الذين يدعمون مبادرة المعايير الحكومية للأساس المشترك.
من أعضاء لجنة العمل السياسي أليس وجيم والتون، إيلي برود من لوس أنجلوس، كاليفورنيا، الرابطة التجارية لجمعية لويزيانا للأعمال والصناعة. صرح أربع مرشحين في ثماني مقاطعات مختلفة بما فيهم ساندي هولواي، جيمس غارفي في المقاطعة 1 (ضواحي مدينة نيو أورليانز)، هولي بوفي بالموافقة على المبادرة. جمعت هولواي مبلغ 87,696 دولار، بينما جمع غارفي نائب رئيس مجلس الإدارة ما يقرب من 230,459 دولار، بينما جمعت هولي بوفي من لافاييت مبلغ 107,145 دولار. حقق المرشحون الأساسيون إنتصارات كبيرة في الإنتخابات الأولية التي عقدت في 24 أكتوبر 2015.
في سبتمبر 2016، تم الإعلان أن عدد أسهم والتون قد وصلت إلى 152 مليون سهم بما يقرب من 11 مليار دولار.

### الحياة الشخصية
تزوج جيم من لاين ماك ناب، ورزق الثنائي بأربع أطفال: أليس برويتي (ولد في نوفمبر 1979)، ستيورت والتون (ولد في إبريل 1981)، توماس والتون (ولد في سبتمبر 1983) وأخيرا جيمس والتون (ولد في أغسطس 1987). يعيش جيم مع زوجته وأطفاله في بنتونفيل، أركنساس.
في قائمة فوربس لأثرياء العالم عام 2014 جاء والتون في المركز العاشر بصافي ثروة بلغت 34.7 مليار دولار إزدادت حاليا بثلاث مليارات. في قائمة فوربس 400 لأثري الأمريكين لعام 2013، جاء جيم في المركز السابع.

## وصلات خارجية
- قصة وتاريخ وال مارت بالكامل
- المنافسين واسباب النجاح
- الموقع الرسمي للتجارة الالكترونية
- الموقع الرسمي للشركة نسخة محفوظة 27 ديسمبر 2007 على موقع واي باك مشين.
- الموقع الرسمي للعلاقات العامة نسخة محفوظة 16 مايو 2008 على موقع واي باك مشين.